# قصر توارن
قصر توارن قصر أثري يقع في وادي توران الأثري، يقع القصر في منطقة حائل شمال المملكة العربية السعودية. يُعد القصر الأثر الوحيد المتبقي من قرية توران الأثرية. يرتبط القصر بحياة حاتم الطائي، الذي دفن بجانب القصر.

## وصف القصر
يقع قصر توارن على بعد 65 كم شمال غرب مدينة حائل، في وادي توارن التاريخي والبيئي بجبل أجا، حيث يمكن لزائر الموقع يمكن مشاهدة بقايا قصر توارن، الأثر الوحيد المتبقي من قرية توارن الأثرية. القصر يعد من أهم المواقع الثقافية نظراً لارتباط اسمه بسيرة حاتم الطائي وبقبيلة طيء التي عاشت في هذا المكان، بالإضافة إلى ذلك يمكن لزائر الموقع مشاهدة قبر حاتم الطائي وقبر ابنته التي يعتقد أنها أدركت الإسلام بجانب القصر، ويمكن مشاهدة مكان موقد النار الذي كان حاتم الطائي يضيئه ليلاً لإرشاد الضيوف إلى بيته لاستضافتهم وإكرامهم.

## وصلات خارجية
- فيديو لقصر توارن وقبر حاتم الطائي